# Joseph Leja

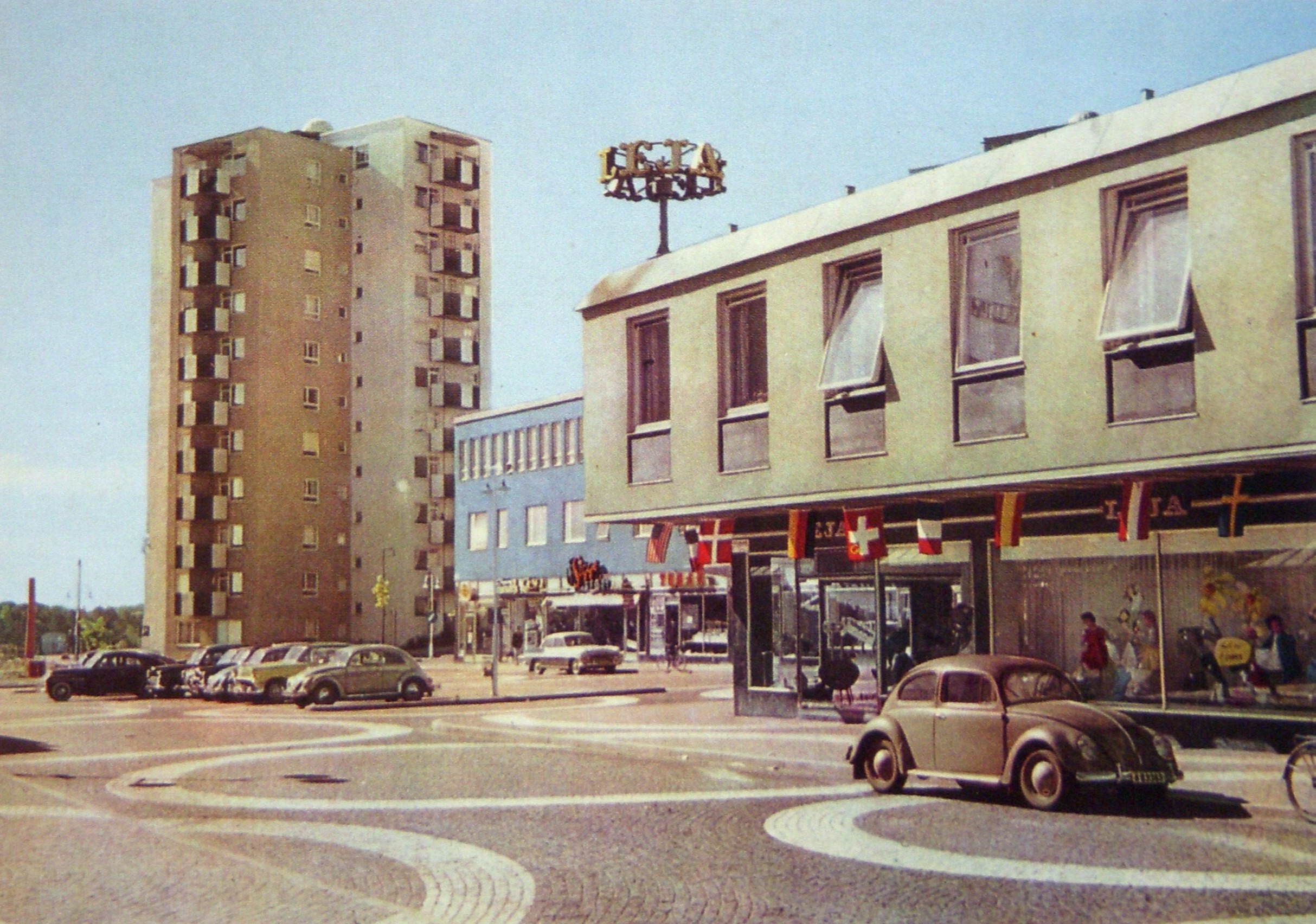
Vällingby Centrum in de jaren 1950, met Leja winkel

Joseph Leja (ook Lejas magasin, later Leja & Sachs ) was een warenhuis in de Zweedse hoofdstad Stockholm. Het was gevestigd in de wijk Sankt Per, in  het hoekpand Regeringsgatan 5–7/Jacobsgatan 10 aan de Norrmalm. De onderneming werd in 1852 opgericht door Joseph Leja. Het warenhuis Nordiska kompaniet ontstond in 1902 door de fusie van Joseph Leja met het warenhuis K.M. Lundberg.

## Geschiedenis

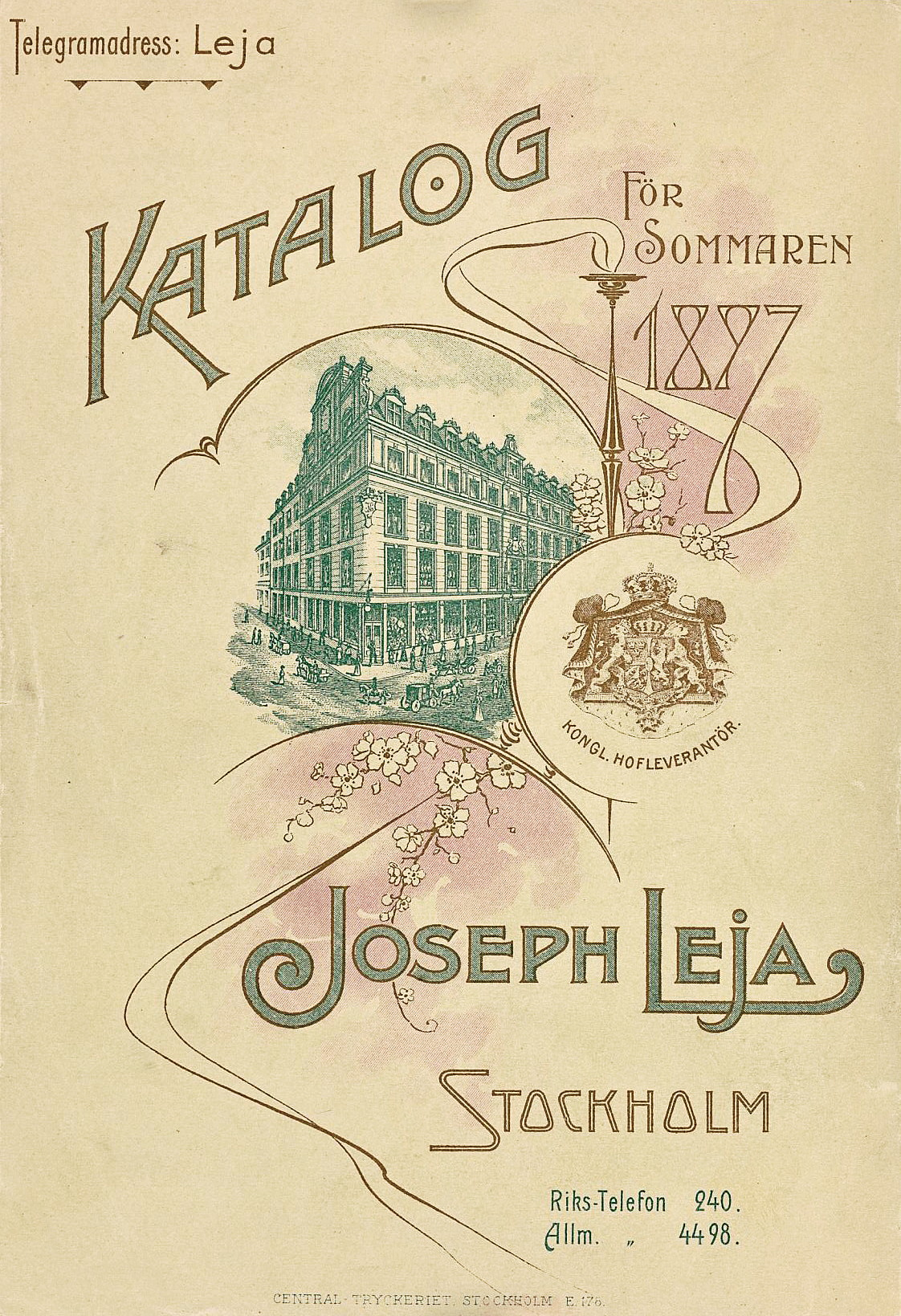
Zomercatalogus 1897.

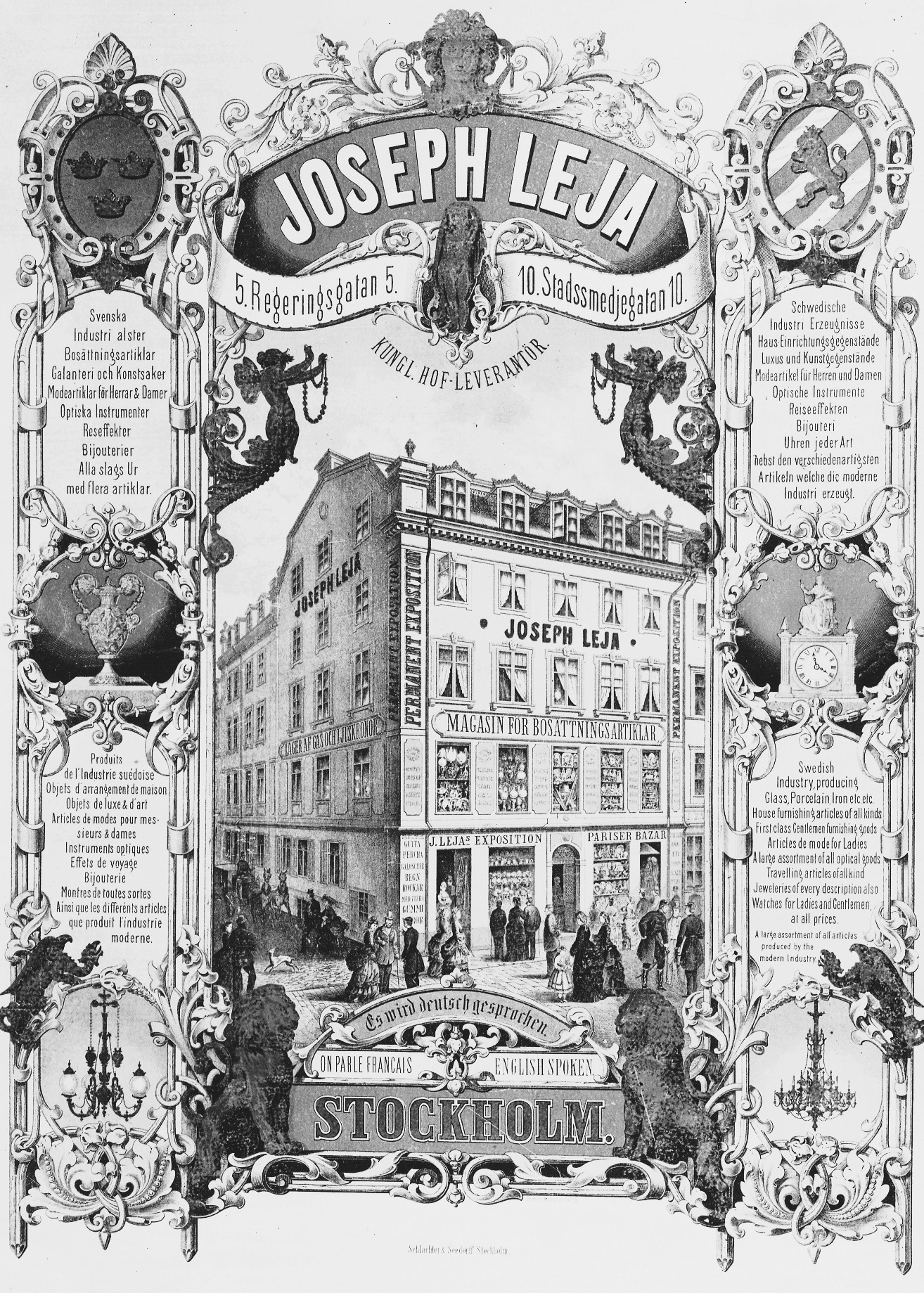
Advertentie van Joseph Leja uit de jaren 1870.

De vader van Joseph Leja, de in Duitsland geboren Benjamin Leja, opende al in 1826 een fourniturenwinkel in het winkelcentrum Norrbrobazaren aan de Gustaf Adolfs torg. Na 1850 breidde hij zijn assortiment aanzienlijk uit en werd het bedrijf een van de eerste warenhuizen van Stockholm.
De zoon, Joseph Leja, kwam in 1840 naar Stockholm en werd beïnvloed door het warenhuisbedrijf van zijn vader. Hij opende zijn eigen warenhuis of pakhuis, zoals het werd genoemd, dat in 1852 werd ingehuldigd in het hoekpand aan de Jacobsgatan/Regeringsgatan in de inmiddels verdwenen wijk Sankt Pehr. Zijn bedrijf zou aanzienlijk succesvoller zijn dan dat van zijn vader en was hofleverancier. 
Op de begane grond en de bovenverdieping bevonden zich de verkoopruimtes en een permanente tentoonstelling. Op de gevel had Leja borden hangen met "Magasin för bosättningsartiklar" (Winkel voor woonwaren) en "Lager af gas- och ljuskronor" (Winkel voor gas- en kroonluchters). De afdeling "Pariserbazar" verkocht speelgoed en fournituren, maar ook zaken als walvisbotten, kunsttanden, zadels, theatermake-up en overschoenen. Krantenadvertenties werden in vier talen geschreven: Zweeds, Duits, Frans en Engels.
Na de dood van Leja in 1863 werd het bedrijf nagelaten aan Leja's naaste werknemer, Simon Sachs, op voorwaarde dat hij zou trouwen met Leja's dochter Lea Mathilda. Onder Simon Sachs en later zijn zoon Josef Sachs en neef Felix Sachs ontwikkelde het warenhuis zich tot een van de grootste bedrijven in de detailhandel in Stockholm. In 1893 werd het bedrijf, dat toen nog Leja & Sachs heette, overgenomen door Josef Sachs en zijn tienjarige schoonzoon Arthur Thiel.
Hun bedoeling was om het eerste Zweedse warenhuis te creëren naar Europees model. Zij waren de eersten in Zweden die een rijk geïllustreerde productcatalogus publiceerden. In 1887 werd de eerste "Katalog för sommaren" van Joseph Leja gepubliceerd, waarvan de omslag Art Nouveau-geïnspireerd was en versierd met de gevel van het warenhuis en het zegel van hofleverancier. In 1895 liet hij het pand Sankt Pehr 10 en 11 herbouwen en moderniseren volgens tekeningen van de architect Gustaf Lindgren. Thiel nam al in 1895 ontslag om commissaris te worden bij de Tedntoonstelling van Stockholm in 1897. 
Rond het begin 1900 had Lejas ongeveer 150 werknemers en een jaaromzet van bijna een miljoen kronen. Een gedeelte van het naastgelegen pand, Regeringsgatan 9, was toegevoegd aan het warenhuis. Een artikel in het tijdschrift Hufvudstadens affärsvärld beschreef het "etablissement" als een van de bezienswaardigheden van Stockholm. Het tijdschrift loofde de "elegante etalages" en "de kunst om met smaak en praktische blikken te adverteren" en de jaarlijkse uitgegeven catalogi.

## Foto's

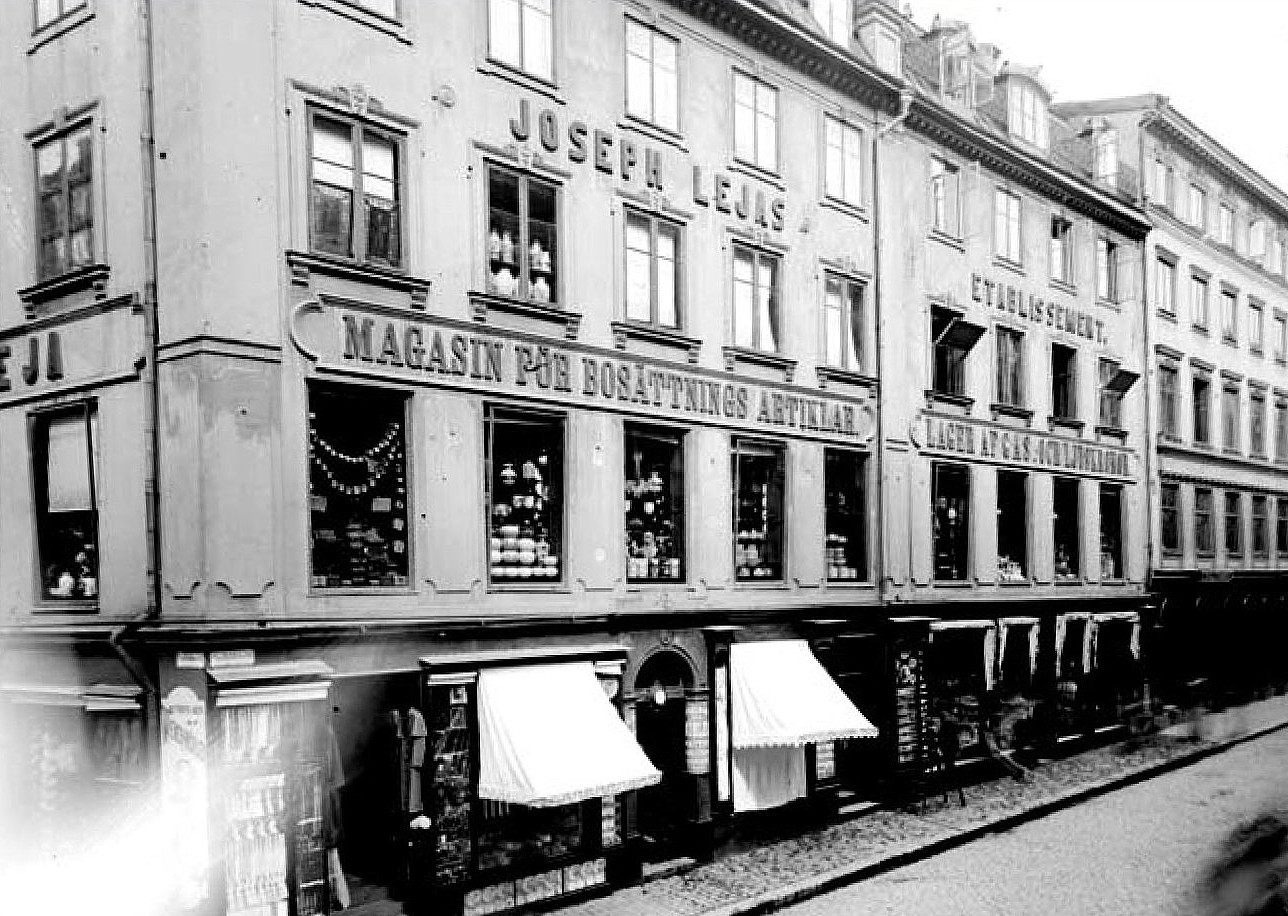
Warenhuis aan de Regeringsgatan / Jacobsgatan.
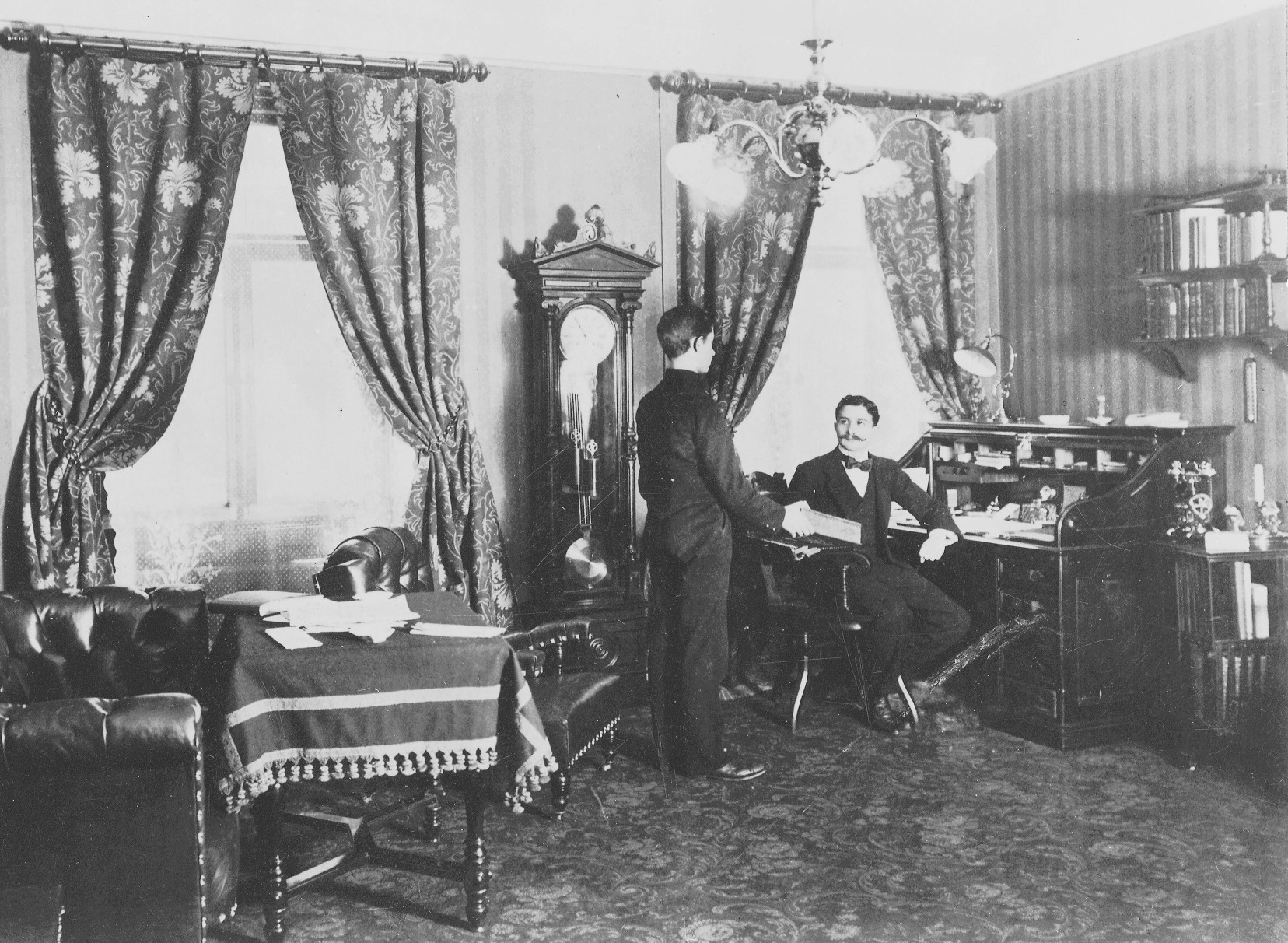
Joseph Sachs en Josef Lejas kantoor
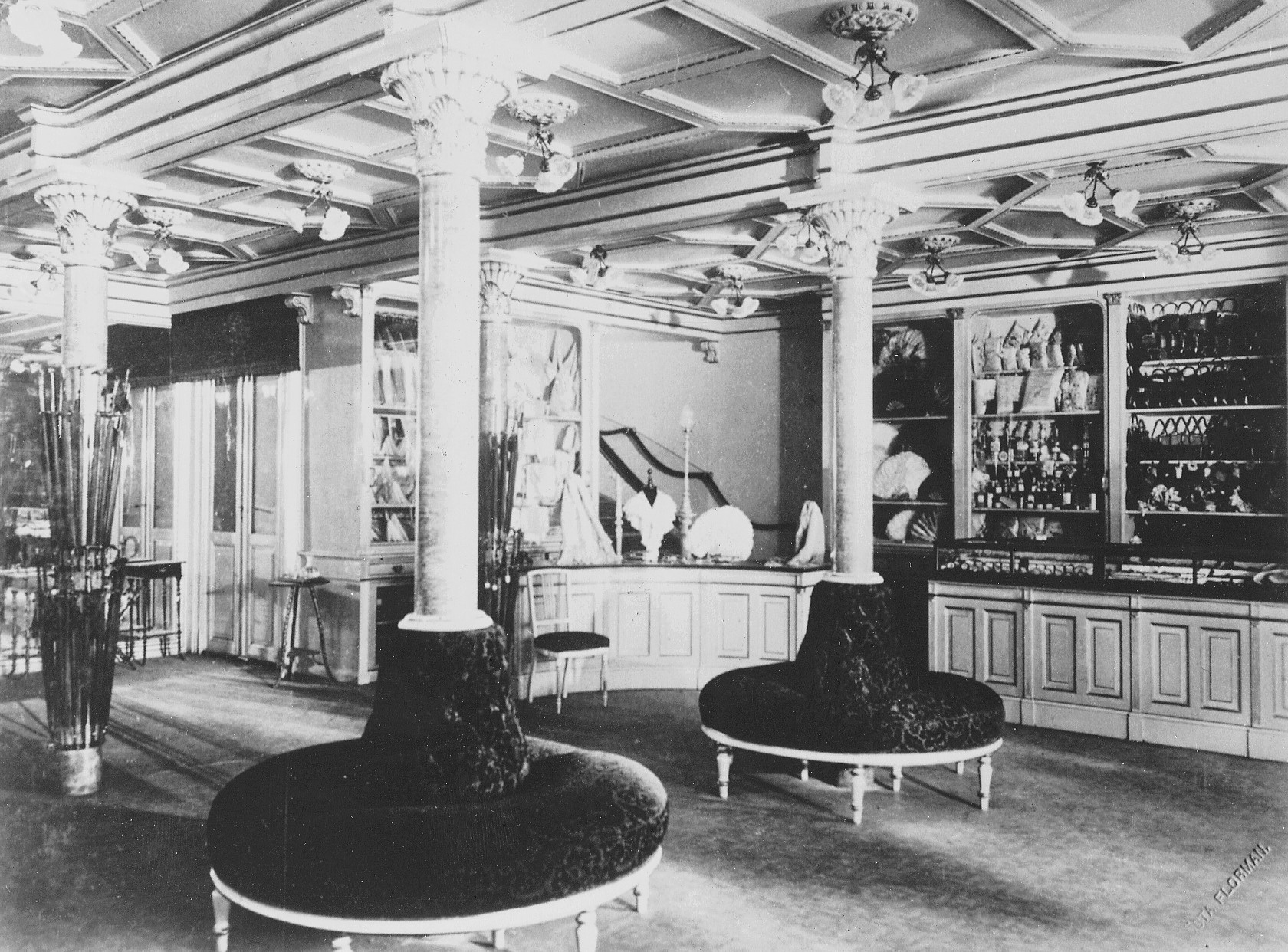
Mode-afdeling
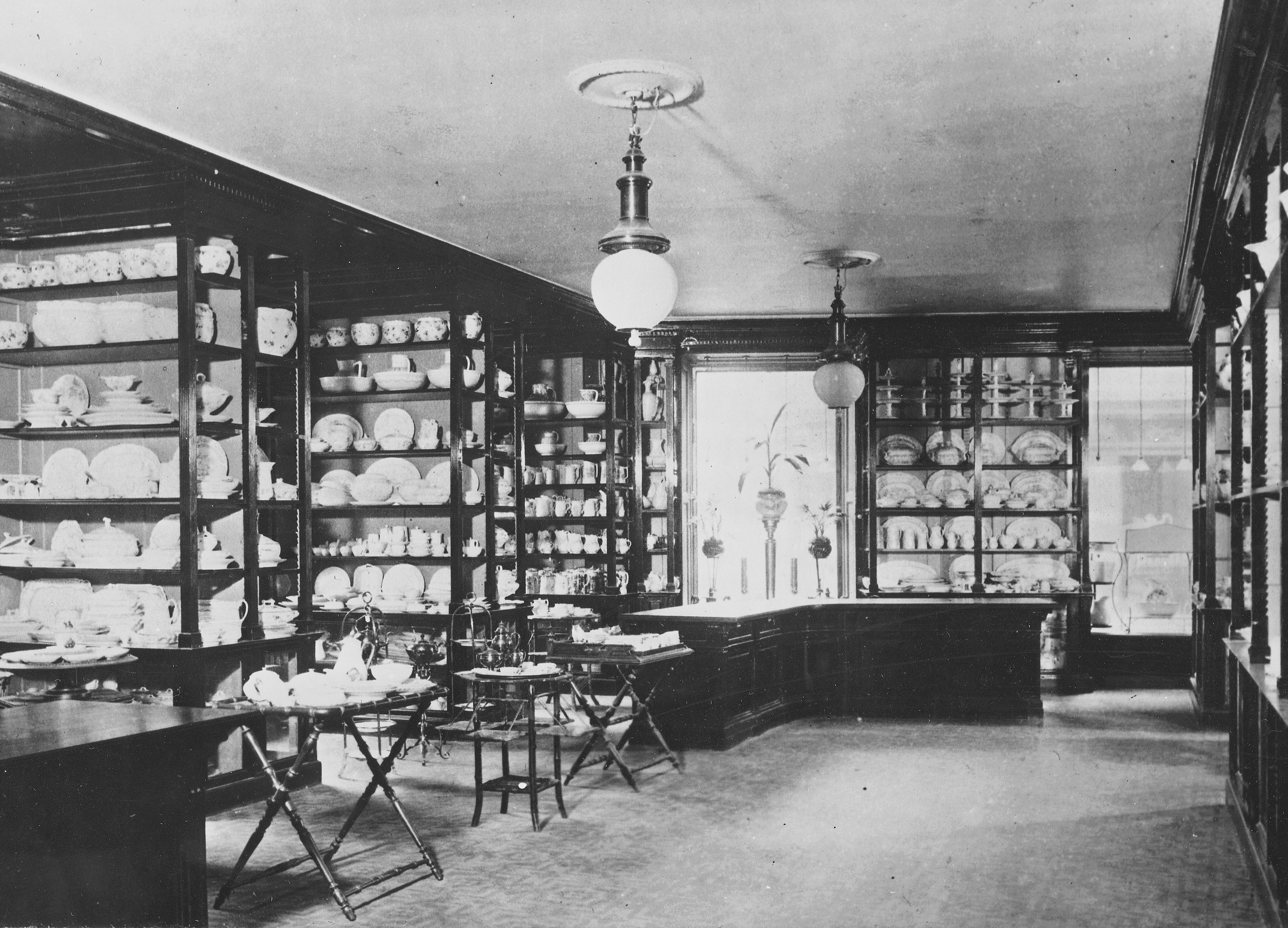
Afdeling voor porselein
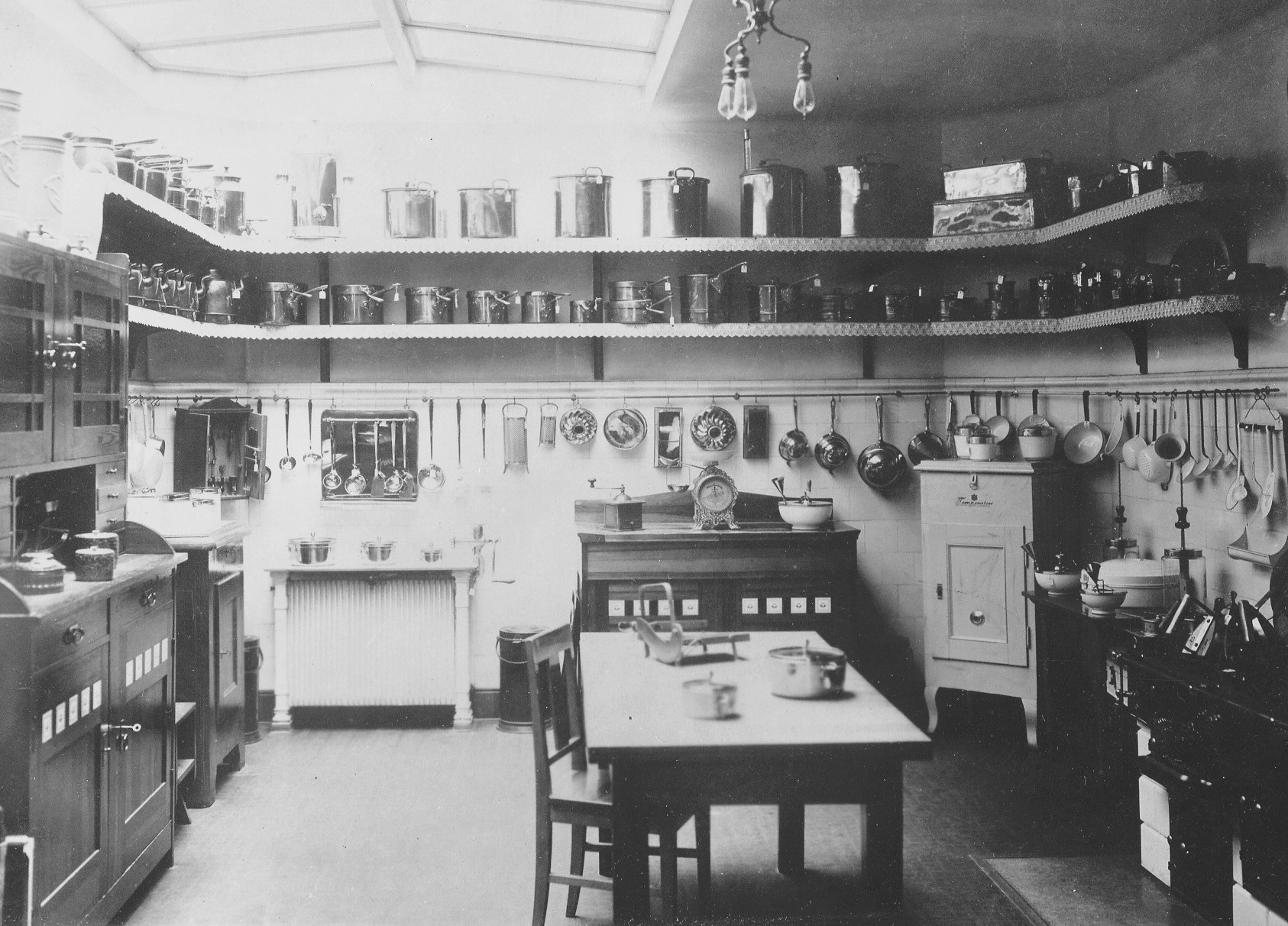
Afdeling voor keukenartikelen

## Samenvoeging met de concurrent
Er waren warenhuizen actief in Stockholm, zoals Pub, Meeths en MEA. Het grootste warenhuis was echter het winkelhuis van K.M. Lundberg aan de Stureplan, dat 400 werknemers had en een jaaromzet van twee miljoen kronen. Ze hadden allemaal een zelfde basisassortiment en niet de productbreedte die Sachs zocht. 
Een samenvoeging van Joseph Leja met K.M. Lundberg zou deze breedte geven, vond Sachs. Zo gebeurde het in 1902 en uit beide concurrenten werd AB Nordiska Kompaniet (kort NK) opgericht. Tegelijkertijd trok Felix Sachs zich terug. In 1915 werden de activiteiten van NK ondergebracht in een gemeenschappelijk gebouw, dat Sachs liet bouwen bij Hamngatan 18-20, getekend door Ferdinand Boberg en dat nog steeds NK huisvest. Boberg stond ook als architect voor het kantoorpand van NK dat in 1919 werd gebouwd op de plaats van het warenhuis van Joseph Leja. Dit prachtige gebouw met gevels in graniet en stucwerk in het zuidelijk deel van de wijk Sankt Pers, was Bobergs laatste architectenwerk voordat hij zich met zijn vrouw Anna op een tienjarige reis door Zweden begaf.